# Gannon University
La Gannon University è un'università privata di indirizzo cattolico con sede a Erie, nello stato americano della Pennsylvania.
Il Cathedral College fu fondato nel 1933 dalla diocesi di Erie e nel 1944 prese il nome di Gannon College in onore del vescovo John Mark Gannon. Inizialmente i corsi erano riservati agli studenti di sesso maschile, ma nel 1964 iniziò ad ammettere studentesse. Fu elevato al rango di university nel 1979.
Nel 1989 vi si unì il Villa Maria College, fondato nel 1925 dalle Suore di San Giuseppe di Erie.